# Силаев, Александр Павлович
Александр Павлович Силаев (2 апреля 1928, Москва, РСФСР, СССР — 31 декабря 2005, там же) — советский спортсмен-каноист и тренер. Мастер спорта СССР (1954). Заслуженный мастер спорта СССР (1958). Заслуженный тренер СССР.
Выступал за спортивный клуб «Динамо» (Москва).
Окончил ГЦОЛИФК (1970). Кандидат педагогических наук.

## Достижения
- В 1958 году стал первым советским чемпионом мира по гребле на каноэ на дистанции 10000 м, выступая в паре с С. Ощепковым.
- В 1957 году стал чемпионом Европы на двойке (с П. Хариным) на 1000 м.
- Серебряный призёр Олимпийских игр 1960 года (в финале уступил только венгру Яношу Парти).
- Серебряный призёр ЧЕ 1957 на двойке на 10000 м и 1961 на двойке на 1000 и 10000 м.
- 8-кратный ЧС 1954—1957, 1959, 1960.

С 1961 по 1980 — главный тренер сборной СССР по гребле на байдарках и каноэ. Готовил команды к Олимпиадам 1964, 1968, 1972, 1976, 1980.
Был начальником Управления гребного и парусного спорта Госкомспорта СССР. До последнего дня своей жизни активно участвовал в подготовке сборной команды России по гребле на байдарках и каноэ, являясь руководителем комплексной научной группы.

## Награды
- Орден Ленина
- Орден Трудового Красного Знамени
- два ордена «Знак Почёта» (16.09.1960, за успешные выступления в XVII летних и VIII зимних Олимпийских играх 1960 года, а также за выдающиеся спортивные достижения[3]; …)